# 狄特琳德大街站
狄特琳德大街站（德語：U-Bahnhof Dietlindenstraße）是一座慕尼黑地铁6号线位于施瓦宾-弗莱曼的一座车站，位于慕尼黑自由广场站和北部陵园站之间。此站可换乘公交59路。本站命名自车站附近的同名街道狄特琳德大街（德語：Dietlindenstraße），而得名于巴伐利亚国王路德维希三世的八女狄特琳德。本站于1971年10月19日开通运行。